# Коломоєць Сергій Іванович
Коломоєць Сергій Іванович (16 жовтня 1929 , Чернігівська область  — 7 липня 1992 , Кривий Ріг, Дніпропетровська область ) — радянський будівельник. Заслужений будівельник УРСР (1975), лауреат Премії Ради Міністрів СРСР.

## Біографія
Народився 16 жовтня 1929 року на території нинішньої Чернігівської області.
У 1955 році закінчив Київський інженерно-будівельний інститут.
У 1955-1958 роках — старший виконроб на будівництвах Харкова{.
З 1958 року в місті Кривий Ріг. У 1958-1968 роках — старший виконроб, головний інженер, начальник будівельного управління № 2, начальник технічного відділу, заступник керуючого трестом "Криворіжаглобуд". У 1968-1987 роках — заступник начальника комбінату "Кривбасбуд". У 1987-1992 роках — заступник начальника "Главкривбасбуд" комбінату "Кривбасбуд".
Умілий організатор виробництва, керував будівництвом важливих промислових об'єктів{.
Помер 7 липня 1992 року в місті Кривий Ріг.

## Нагороди
- Заслужений будівельник УРСР (1975);
- Премія Ради Міністрів СРСР;
- Орден Трудового Червоного Прапора.